# هراوه
هراوه (به عربی: هراوة) یک منطقهٔ مسکونی در لیبی است که در استان سرت واقع شده‌است. هراوه ۲٬۶۰۰ نفر جمعیت دارد.